# Krinau
Krinau es una comuna suiza del cantón de San Galo, ubicada en el distrito de Toggenburgo. Limita al norte con la comuna de Bütschwil, al este y sur con Wattwil, y al oeste con Mosnang.